# Parc Nacional Morne Trois Pitons
El Parc Nacional Morne Trois Pitons (en anglès, Morne Trois Pitons National Park) és situat a Dominica. Està inscrit a la llista del Patrimoni de la Humanitat de la UNESCO des del 1997.
Va ser fundat com a Parc Nacional pel govern de Dominica al juliol de 1975, sent el primer del país. El seu nom vol dir la Muntanya de tres pics, entre els seus monuments naturals inclouen la Vall de la Desolació, és una zona de volcans de fang que bullen i de petits guèisers, el Boiling Lake (el Llac que bull) que és una fumarola submergida, les Gorges Titou i Trafalgar, i el Llac Esmeralda.